# Etihad Airways
Etihad Airways (араб. الإتحادالإتحاد) — національна авіакомпанія ОАЕ зі штаб-квартирою в Абу-Дабі, створена у 2003. У 2008 кількість перевезених пасажирів перевищила 6 мільйонів осіб (у 2004 — 340 000 осіб). По-арабськи назва авіакомпанії звучить як «Аль-Іттіхад» і перекладається як «Союз».

## Історія
Заснована як національна авіакомпанія ОАЕ у липні 2003 королівським (емірським) указом шейха Халіфи бін Заєда аль Найана. 5 листопада 2003 авіакомпанія здійснила перший демонстраційний рейс в Аль-Айн. 12 листопада 2003 Etihad почала регулярні рейси в Бейрут і показала найшвидший розвиток авіакомпанії за всю історію комерційної авіації.
У червні 2004 авіакомпанія підписала замовлення на постачання нових літаків на 8 мільярдів доларів США. Були замовлені п'ять Boeing 777-300ER і 24 літаки Airbus, включаючи чотири A380. У 2008 на Міжнародному авіасалоні у Фарнборо оголошено про найбільше в історії комерційної авіації замовлення на 205 літаків — 100 твердих замовлень, 55 опціонів і 50 прав на покупку.
На липень 2010 авіакомпанія обслуговувала 64 маршрути по всьому світу.
У 2008 перевезла понад 6 мільйонів пасажирів порівняно з 4,6 мільйона у 2007.
У 2009 середня заповнюваність рейсів становила 74%, залишаючись незмінною з 2008.
У листопаді 2007 при прийманні нового літака на аеродромі авіазаводу в Тулузі сталася аварія, в результаті якої новий Airbus 340—600 був повністю зруйнований. Винуватцем аварії визнано малодосвідчений екіпаж з Абу-Дабі.
У грудні 2011 Etihad Airways придбала частку в 29,21 % акцій авіакомпанії Air Berlin.
У серпні 2013 було придбано 29 % акцій сербської Jat Airways, яка після завершення операції була перейменована в Air Serbia.
У листопаді 2013 Etihad Airways придбала пакет акцій швейцарського регіонального перевізника Darwin Airline. Після покупки літаки перефарбовані в кольори Etihad і виконують польоти під брендом Etihad Regional
У 2016 авіакомпанія стала володарем щорічної міжнародної премії Skytrax World Airline Awards, здобувши перемогу відразу в трьох номінаціях: «Кращий у світі перший клас», «Найкращий бортове харчування в салоні першого класу» і «Кращі крісла в салоні першого класу».

## Флот

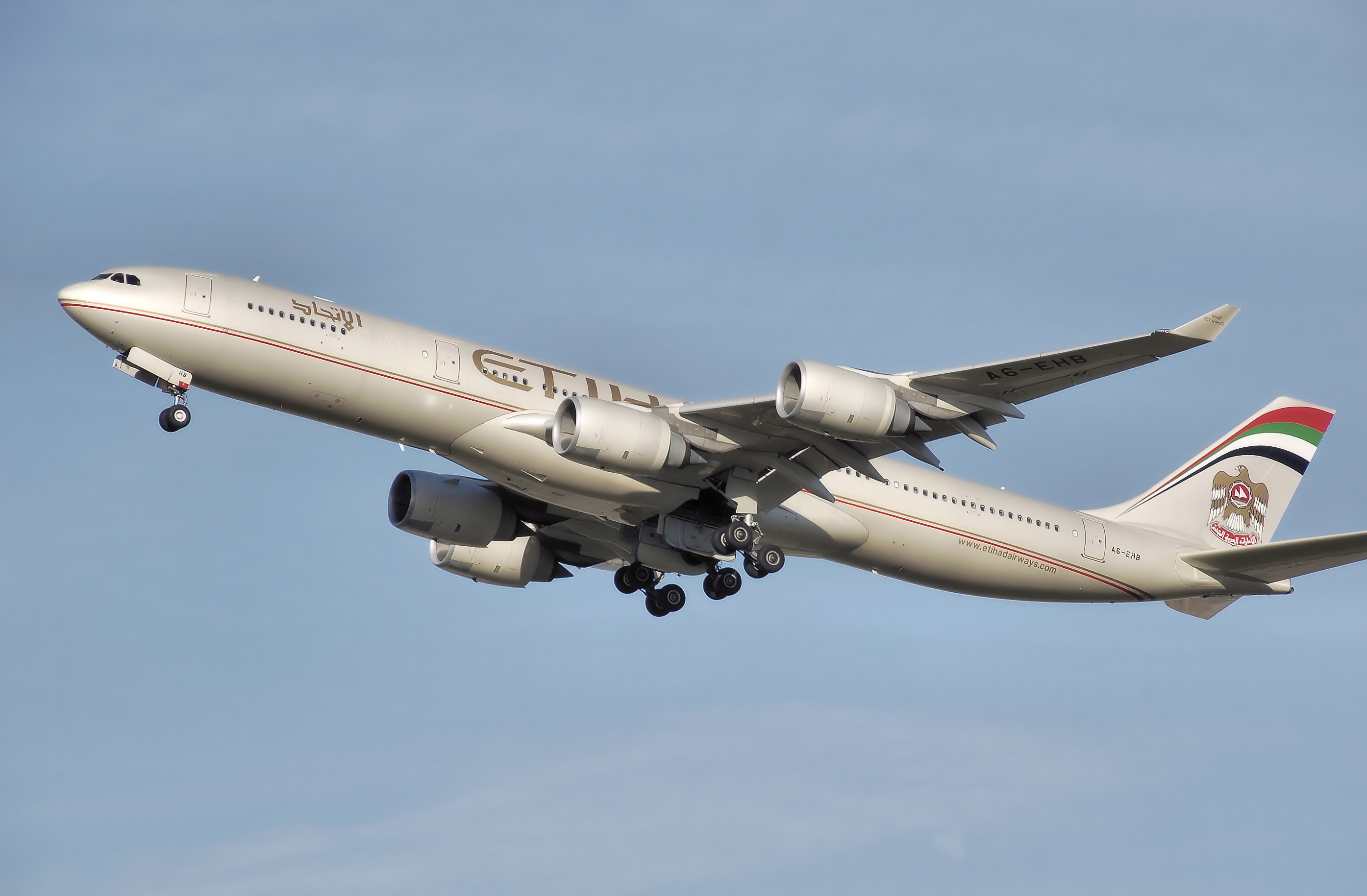
Airbus A340-500 авіакомпанії Etihad Airways

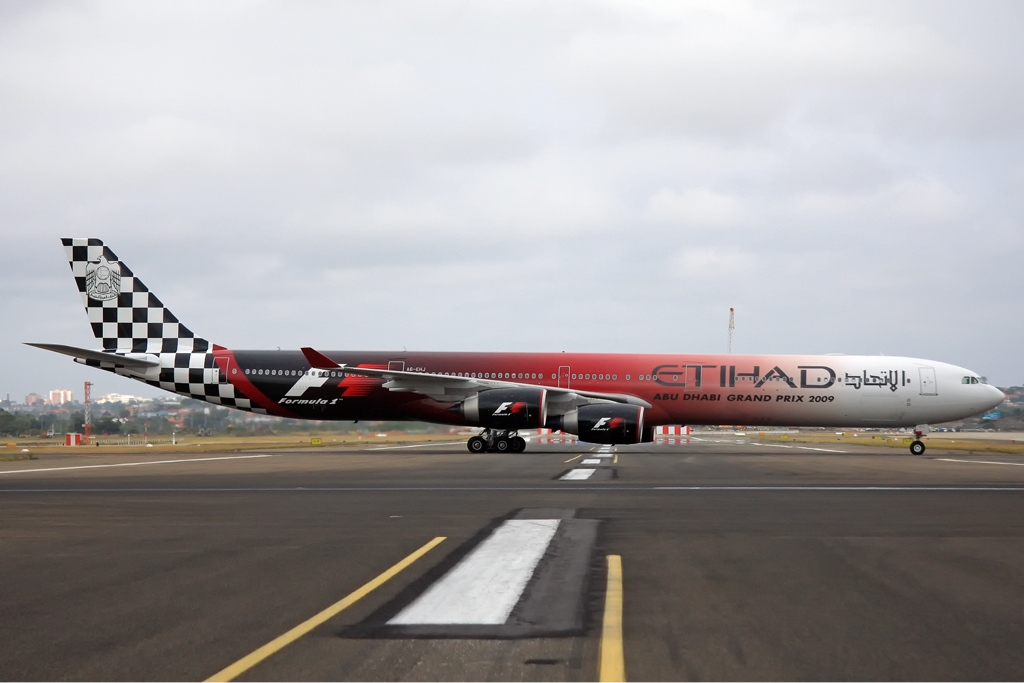
Airbus A340-600 авіакомпанії Etihad Airways

На лютий 2018 Etihad Airways експлуатувала наступні літаки:
| Літак             | В експлуатації | Замовлено | Кількість місць | Кількість місць | Кількість місць | Кількість місць | Примітки                                        |
| Літак             | В експлуатації | Замовлено | F               | C               | Y               | Всього          | Примітки                                        |
| ----------------- | -------------- | --------- | --------------- | --------------- | --------------- | --------------- | ----------------------------------------------- |
| Airbus A320-200   | 22             | —         | —               | 16              | 120             | 136             |                                                 |
| Airbus A321-200   | 10             | —         | —               | 16              | 158             | 174             |                                                 |
| Airbus A321neo    | —              | 26        | TBA             | TBA             | TBA             | TBA             |                                                 |
| Airbus A330-200   | 18             | —         | —               | 22              | 240             | 262             | 1 борт в лівреї "Manchester City Football Club" |
| Airbus A330-300   | 6              | —         | 8               | 32              | 191             | 231             | 1 борт в спецлівреї "Visit Abu Dhabi 2018"      |
| Airbus A350-900   | —              | 40        | TBA             | TBA             | TBA             | TBA             |                                                 |
| Airbus A350-1000  | —              | 22        | TBA             | TBA             | TBA             | TBA             | поставки з 2018 року                            |
| Airbus A380-800   | 10             | —         | 11              | 70              | 417             | 498             |                                                 |
| Boeing 777-300ER  | 19             | —         | —               | 28              | 384             | 412             |                                                 |
| Boeing 777-300ER  | 19             | —         | —               | 40              | 340             | 380             |                                                 |
| Boeing 777-300ER  | 19             | —         | 8               | 40              | 292             | 340             |                                                 |
| Boeing 777-8      | —              | 8         | TBA             | TBA             | TBA             | TBA             | Перший замовник                                 |
| Boeing 777-9      | —              | 17        | TBA             | TBA             | TBA             | TBA             |                                                 |
| Boeing 787-9      | 20             | 22        | —               | 28              | 271             | 299             |                                                 |
| Boeing 787-9      | 20             | 22        | 8               | 28              | 199             | 235             |                                                 |
| Boeing 787-10     | —              | 30        | TBA             | TBA             | TBA             | TBA             | поставки з 2018                                 |
| Etihad Cargo флот |                |           |                 |                 |                 |                 |                                                 |
| Boeing 777F       | 5              | 1         | вантажний       | вантажний       | вантажний       | вантажний       |                                                 |
| Всього            | 110            | 165       |                 |                 |                 |                 |                                                 |

## Спонсорство
- У сезоні 2007, Etihad став одним з титульних спонсорів команди Etihad Aldar Spyker F1 Team. Оскільки в результаті команда була продана власнику іншої авіакомпанії (Віджей Малья, Kingfisher Airlines), Etihad стала спонсорувати Scuderia Ferrari починаючи з сезону 2008.[6]

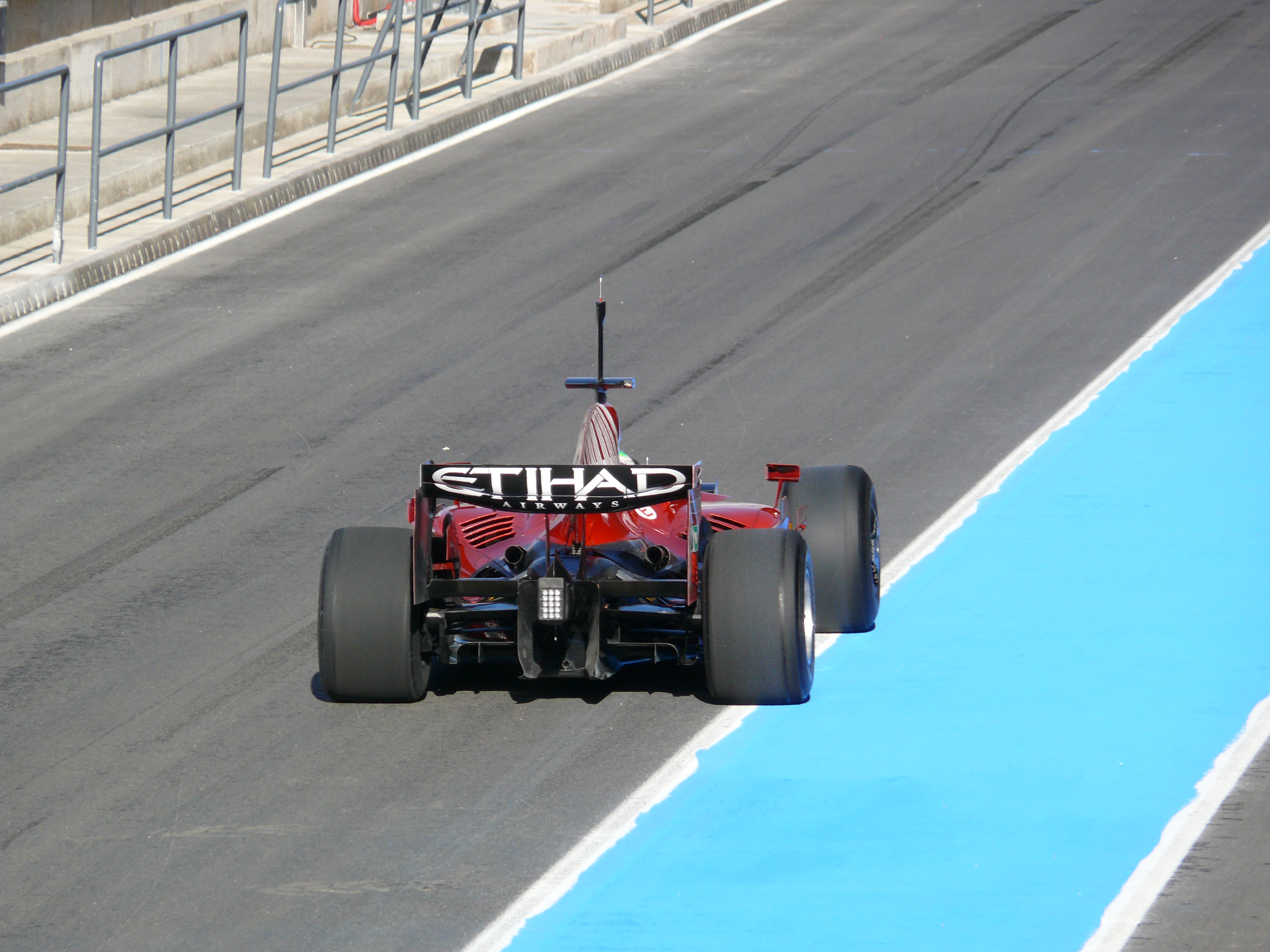
Логотип Etihad на задньому антикрилі боліда Ferrari

- 30 липня 2007 оголошено, що Etihad Airways стала титульним спонсором регбійного клубу «Харлекуинс».
- У вересні 2007 анонсувала підписання трирічного контракту як спонсор та офіційна авіалінія футбольного клубу «Челсі».
- 18 грудня 2007 оголосила про те, що вона стане титульним спонсором Гран-прі Абу-Дабі проходить на трасі Яс Марина.[7]
- З 2009 — титульний спонсор футбольного клубу «Манчестер Сіті».
- У минулому компанія була спонсором спортивних клубів ОАЕ, включаючи: Abu Dhabi Rugby Union Football Club, Abu Dhabi International Sailing School, Abu Dhabi International Sports Club Marine і футбольного клубу «Аль-Джазіра».
- З 20 жовтня 2015 — офіційний спонсор футбольного клубу «Хімки»

## Партнери компанії з «єдиним кодом»
«Etihad Airways» має угоду про «єдиний код» з наступними компаніями:
| - Aer Lingus - Aer Lingus Regional - Air Astana - Air Canada - Air France - Air Malta - Air New Zealand - Air Seychelles - Alitalia - All Nippon Airways - American Airlines - Asiana Airlines - Bangkok Airways | - Brussels Airlines - China Eastern Airlines - Cyprus Airways - Czech Airlines - Flybe - Garuda Indonesia - Hainan Airlines - Air Serbia - Jet Airways - Kenya Airways - KLM - Kuwait Airways - Malaysia Airlines - Middle East Airlines | - Nas Air - Niki - Olympic Air - Philippine Airlines - Royal Air Maroc - S7 Airlines - Safi Airways - South African Airways - SriLankan Airlines - TAP Portugal - Turkish Airlines - Vietnam Airlines - Virgin Australia - Belavia |

## Інциденти
4 травня 2016 літак авіакомпанії, що летів з Абу-Дабі в Джакарту, потрапив в зону турбулентності, постраждала 31 особа.